# NGC 5872
NGC 5872 is een lensvormig sterrenstelsel in het sterrenbeeld Weegschaal. Het hemelobject werd op 30 juli 1867 ontdekt door de Amerikaanse astronoom Joseph Winlock.

## Synoniemen
- MCG -2-39-5
- NPM1G -11.0427
- PGC 54169